# Albert Scheibe
Albert Scheibe (* 29. Mai 1877 in Chemnitz; † 1945) war ein deutscher Fregattenkapitän der Vorläufigen Reichsmarine und Autor.

## Leben

### Herkunft
Albert Scheibe wurde als Sohn des sächsischen Offiziers Albert Bruno Scheibe (1846–1933) und dessen Ehefrau Isidora Scheibe, geborene Rau (1853–1924), in Chemnitz geboren. Sein jüngerer Bruder war der spätere Bildhauer und Medailleur Richard Scheibe (1879–1964).

### Werdegang
Albert Scheibe trat am 7. April 1896 in die Kaiserliche Marine ein, wurde am 3. Mai 1897 Seekadett und war 1899 an der Marineschule. 1904 war er als Oberleutnant zur See (Beförderung am 10. Juni 1901) zur Dienststellung in den Admiralstab der Marine kommandiert. Am 30. März 1906 wurde er Kapitänleutnant und war 1907 Adjutant des Oberwerftdirektors Guido von Usedom an der Werft in Kiel. 1908 war er auf der Yorck. Etwa von 1909 bis 1912 war er unter Kapitän zur See Carl Hollweg im Nachrichtenbureau des Reichsmarineamtes. Am 8. März 1913 wurde er zum Korvettenkapitän befördert und war später bis Februar 1915 als Navigationsoffizier beim V. Geschwader und zugleich auf der Kaiser Wilhelm II. Anschließend folgte bis August 1915 sein Einsatz als Chef des Stabes des Admiralstabs der Marine im Großen Hauptquartier in Berlin. Als Erster Offizier kam er bis September 1917 auf die Von der Tann, welche am 31. Mai 1916 in der Skagerrakschlacht eingesetzt wurde. Bis August 1918 war er dann Dezernent in der militärisch-politischen Gruppe im Admiralstab der Marine. Bis Kriegsende war er in der Seekriegsleitung des Admiralstabs der Marine im Großen Hauptquartier. Hier war er als Nachfolger von Karl Boy-Ed Leiter der Presse- und Nachrichtenabteilung, Geschäftsführer des Arbeitsausschusses Deutschnationaler Industrieller und später Mitglied des rechten Flügels der DNVP, zu dessen Gründungsmitgliedern er zählte.
Am 24. November 1919 wurde er mit dem Charakter als Fregattenkapitän aus der Marine verabschiedet.
Von 1909 bis 1936 war er Herausgeber des Nauticus und von 1909 bis 1912 der Marine-Rundschau.
Ab 1936 war er Mitglied der Staatswissenschaftlichen Gesellschaft in Berlin und hielt in diesem Kreise mehrere Vorträge.

### Auszeichnungen (Auswahl)
Bis Mitte Februar 1918 war er u. a. mit dem Roten Adlerorden 4. Klasse mit der Krone, dem Eisernes Kreuz I. Klasse (für die Teilnahme an der Skagerrakschlacht), dem Ritterkreuz des Greifenorden mit der Krone, der 1. Klasse des Friedrich-August-Kreuzes, mit dem Offizierkreuz des Albrechtsorden mit der Krone und Schwertern und dem Ritterkreuz des Ordens der Württembergischen Krone ausgezeichnet. Ebenso war er Träger des Offizierkreuzes des Kaiserlich Japanischen Ordens des heiligen Schatzes.

## Werke (Auswahl)
- gemeinsam mit Carl Scheibe: Die Seeschlacht vor dem Skagerrak am 31. Mai/1. Juni. Mittler, 1916.
- Ein Jahr uneingeschränkter U-Bootkrieg nach amtlichen Quellen. Admiralstab der Marine, 1918.
- Wirtschaft und Parlamentarismus. Ein Beitrag zur Kritik an der Partei. Deutschnationale Schriftenvertriebsstelle, 1927.
- NDVP und NSDAP. Deutschnationale Schriftenvertriebsstelle, 1932.
- Ist das britische Reich gefährdet? Ein Beitrag zur politischen Weltlage. 1936.
- Überarbeitung von Vom Segelschiff zum U-Boot (Reinhard Scheer). Quelle & Meyer, Leipzig 1936.
- Die Seerüstungsverständigung–eine Episode. Abhandlung der Deutschen Gesellschaft für Wehrpolitik und Wehrwissenschaften, 1938.
- Ist Japan militärisch zu gefährden? Abhandlung der Deutschen Gesellschaft für Wehrpolitik und Wehrwissenschaften, Folge 9, 1941. S. 217–224.
- War es die Marine? Reichsbund Deutscher Seegeltung, 1940.
- Tirpitz. C. Coleman, Lübeck, 1934.